# Chatham-Kent
Chatham-Kent è una municipalità del Canada, situata nella parte sud-occidentale dell'Ontario. Della municipalità fa parte anche il centro abitato di Blenheim.